# Taki Taki
"Taki Taki" é uma canção do DJ francês DJ Snake, com participação da cantora americana Selena Gomez, do cantor porto-riquenho Ozuna e da rapper americana Cardi B, contida no segundo álbum de estúdio de Snake Carte Blanche (2019). O seu lançamento ocorreu em 28 de setembro de 2018, através das gravadoras Geffen e Interscope. A música apresenta versos tanto em inglês, quanto em espanhol, remetendo assim as origens latinas dos intérpretes.
A canção já recebeu prêmios importantes da indústria musical, como o Lo Nuestro e o prêmio da ASCAP, incluindo também indicações ao Billboard Music Awards. O videoclipe da música é um dos mais rápidos a chegar à marca de 1000 milhões de visualizações no YouTube, sendo o 10.° na lista.
A canção foi incluída na trilha sonora da novela A Dona do Pedaço.